# Municipio Ayo Ayo
Das Municipio Ayo Ayo liegt im Departamento La Paz im Hochland des südamerikanischen Anden-Staates Bolivien.

## Lage im Nahraum
Das Municipio Ayo Ayo ist eines von sieben Municipios der Provinz Aroma und liegt im nördlichen Teil der Provinz. Es grenzt im Nordwesten an das Municipio Colquencha, im Westen an die Provinz Pacajes, im Süden an das Municipio Patacamaya, im Osten an die Provinz Loayza und im Norden an das Municipio Calamarca.
Das Municipio hat 75 Ortschaften (localidades), der zentrale Ort des Municipios ist Ayo Ayo mit 698 Einwohnern im zentralen Teil des Municipios (Volkszählung 2012).

## Geographie
Das Municipio Ayo Ayo liegt auf dem bolivianischen Altiplano auf einer mittleren Höhe von 3800 m, zwischen den Anden-Gebirgsketten der Cordillera Occidental im Westen und der Cordillera Central im Osten.
Die mittlere Durchschnittstemperatur des Municipio liegt bei gut 7 °C (siehe Klimadiagramm Patacamaya), der Jahresniederschlag beträgt etwa 450 mm. Die Region weist ein ausgeprägtes Tageszeitenklima auf, die Monatsdurchschnittstemperaturen schwanken nur unwesentlich zwischen 4 °C im Juni/Juli und 9 °C im November/Dezember. Die Monatsniederschläge liegen zwischen unter 10 mm in den Monaten von Mai bis August und 100 mm im Januar.

## Bevölkerung
Die Einwohnerzahl des Municipios ist zwischen 1992 und 2024 um etwa drei Viertel angestiegen:
| Jahr | Einwohner | Quelle       |
| ---- | --------- | ------------ |
| 1992 | 6.407     | Volkszählung |
| 2001 | 6.981     | Volkszählung |
| 2012 | 7.798     | Volkszählung |
| 2024 | 11.251    | Volkszählung |

Das Municipio hatte bei der letzten Volkszählung von 2024 eine Bevölkerungsdichte von 22,2 Einwohnern/km², die Lebenserwartung der Neugeborenen lag im Jahr 2001 bei 62,5 Jahren, die Säuglingssterblichkeit war von 10,7 Prozent (1992) auf 6,2 Prozent im Jahr 2001 gesunken.
Der Alphabetisierungsgrad bei den über 19-Jährigen beträgt 87,7 Prozent, und zwar 94,9 Prozent bei Männern und 80,5 Prozent bei Frauen (2001).
75,4 Prozent der Bevölkerung sprechen Spanisch, 92,6 Prozent sprechen Aymara, und 0,1 Prozent Quechua. (2001)
85,9 Prozent der Bevölkerung haben keinen Zugang zu Elektrizität, 69,4 Prozent leben ohne sanitäre Einrichtung (2001).
67,2 Prozent der Haushalte besitzen ein Radio, 8,7 Prozent einen Fernseher, 47,8 Prozent ein Fahrrad, 1,4 Prozent ein Motorrad, 6,3 Prozent einen PKW, 0,4 Prozent einen Kühlschrank, 1,1 Prozent ein Telefon. (2001)

## Politik
Ergebnis der Regionalwahlen (concejales del municipio) vom 4. April 2010:
| Wahlberechtigte |  | Stimmen | gültig |  | MAS-IPSP | MSM    | FPV     |
| --------------- |  | ------- | ------ |  | -------- | ------ | ------- |
| 3.538           |  | 3.225   | 1.879  |  | 1.046    | 578    | 255     |
|                 |  | 91,2 %  | 58,3 % |  | 55,7 %   | 30,8 % | 13,6p % |

Ergebnis der Regionalwahlen (elecciones de autoridades políticas) vom 7. März 2021:
| Wahl- berechtigte |  | Wahl- beteiligung | gültige Stimmen |  | MAS-IPSP | J.A.LLALLA.L.P. | MTS    | V      | PBCSP  | SOL.BO | FPV    |
| ----------------- |  | ----------------- | --------------- |  | -------- | --------------- | ------ | ------ | ------ | ------ | ------ |
| 4.460             |  | 4.035             | 3.550           |  | 2.380    | 607             | 207    | 97     | 69     | 43     | 28     |
|                   |  | 90,47 %           | 87,98 %         |  | 67,04 %  | 17,10 %         | 5,83 % | 2,73 % | 1,94 % | 1,21 % | 0,79 % |

## Gliederung
Das Municipio untergliederte sich bei der letzten Volkszählung von 2012 in die folgenden fünf Kantone (cantones):
- 02-01303-01 Kanton Ayo Ayo 19 Ortschaften – 3.407 Einwohner (2001: 3.315 Einwohner)
- 02-01303-02 Kanton Santa Rosa de Lima 3 Ortschaften – 1.200 Einwohner (2001: 1.122 Einwohner)
- 02-01303-03 Kanton Villa Carmen 5 Ortschaften – 1.223 Einwohner (2001: 977 Einwohner)
- 02-01303-04 Kanton Collana Tolar 12 Ortschaften – 1.662 Einwohner (2001: 1.344 Einwohner)
- 02-01303-05 Kanton Tupac Katari 2 Ortschaften – 306 Einwohner (2001: 223 Einwohner)

## Ortschaften im Municipio Ayo Ayo
- Kanton Ayo Ayo
  - Ayo Ayo 698 Einw. – Villa Santiago de Colluta 96 Einw.

- Kanton Santa Rosa de Lima
  - Pomani 579 Einw. – Alto Pomani 547 Einw.

- Kanton Villa Carmen
  - Calacachi 502 Einw.

- Kanton Collana Tolar
  - Collana 590 Einw. – Tolar 237 Einw.

- Kanton Tupac Katari
  - Huallcota 158 Einw.